# 新町 (横浜市)
新町（しんまち）は、神奈川県横浜市神奈川区の町名。住居表示は未実施で、丁目は設けられていない。

## 地理
神奈川区東部に、国道15号（第一京浜）沿いに北東～南西方向にやや長い町域を持つ。北西は京浜急行の線路を挟んで東神奈川2丁目・亀住町、北東は浦島町、南東は入江川第2派川を隔てて新浦島町2丁目、南西は東神奈川2丁目に接する。亀住町との境にはエアポート急行や特急の停まる神奈川新町駅がある。入江川第2派川の新浦島町側の岸には首都高速神奈川1号横羽線の高架橋が架かる。町の西部の良泉寺には、信州伊那の出身で生糸商人として成功を収めた田中平八の墓所がある。町の西端・北端の線路沿いには、旧町名を冠した神奈川通公園と神奈川通東公園がある。

## 歴史
1889年（明治22年）から1901年（明治34年）にかけての橘樹郡神奈川町の一部で、1901年に横浜市に編入され、1927年には区制施行により神奈川区神奈川町となる。1932年（昭和7年）、町名が神奈川通（かながわどおり）に改められる。1976年1月18日に神奈川通の一部が新町と神奈川2丁目、神奈川本町、東神奈川1・2丁目、浦島町、亀住町となる。残部は1978年2月5日に神奈川2丁目に編入され、神奈川通の町名は廃止された。
新町の町名は以前の小字から採られ、神奈川宿のうち比較的新しく町が開けたことに由来する。

## 世帯数と人口
2025年（令和7年）6月30日現在（横浜市発表）の世帯数と人口は以下の通りである。
| 町丁 | 世帯数  | 人口    |
| ---- | ------- | ------- |
| 新町 | 748世帯 | 1,051人 |

### 人口の変遷
国勢調査による人口の推移。
| 年                 | 人口  |
| ------------------ | ----- |
| 1995年（平成7年）  | 789   |
| 2000年（平成12年） | 891   |
| 2005年（平成17年） | 974   |
| 2010年（平成22年） | 919   |
| 2015年（平成27年） | 926   |
| 2020年（令和2年）  | 1,050 |

### 世帯数の変遷
国勢調査による世帯数の推移。
| 年                 | 世帯数 |
| ------------------ | ------ |
| 1995年（平成7年）  | 451    |
| 2000年（平成12年） | 505    |
| 2005年（平成17年） | 557    |
| 2010年（平成22年） | 563    |
| 2015年（平成27年） | 564    |
| 2020年（令和2年）  | 700    |

## 学区
市立小・中学校に通う場合、学区は以下の通りとなる（2024年11月時点）。
| 番・番地等 | 小学校               | 中学校               |
| ---------- | -------------------- | -------------------- |
| 全域       | 横浜市立神奈川小学校 | 横浜市立浦島丘中学校 |

## 事業所
2021年（令和3年）現在の経済センサス調査による事業所数と従業員数は以下の通りである。
| 町丁 | 事業所数 | 従業員数 |
| ---- | -------- | -------- |
| 新町 | 48事業所 | 578人    |

### 事業者数の変遷
経済センサスによる事業所数の推移。
| 年                 | 事業者数 |
| ------------------ | -------- |
| 2016年（平成28年） | 46       |
| 2021年（令和3年）  | 48       |

### 従業員数の変遷
経済センサスによる従業員数の推移。
| 年                 | 従業員数 |
| ------------------ | -------- |
| 2016年（平成28年） | 457      |
| 2021年（令和3年）  | 578      |

## その他

### 日本郵便
- 郵便番号 : 221-0043[3]（集配局：神奈川郵便局[20]）

### 警察
町内の警察の管轄区域は以下の通りである。
| 番・番地等                 | 警察署       | 交番・駐在所     |
| -------------------------- | ------------ | ---------------- |
| 1番地 4〜11番地 21〜23番地 | 神奈川警察署 | 東神奈川駅前交番 |
| 2〜3番地 12〜20番地        | 神奈川警察署 | 神奈川通交番     |